# Союз машиностроителей Германии

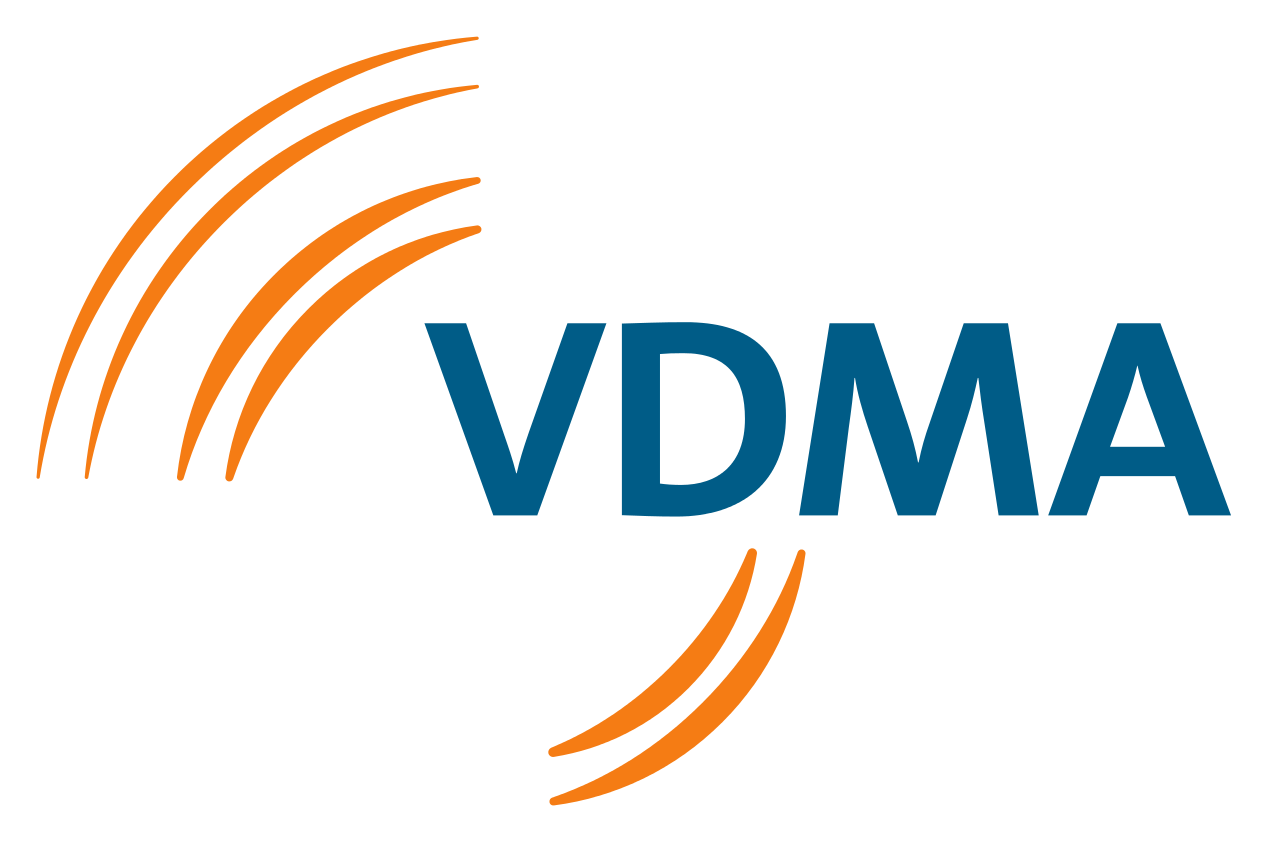
Лого Союза машиностроителей Германии (нем.: Verband Deutscher Maschinen und Anlagenbau e.V (VDMA))

Союз машиностроителей Германии (нем.: Verband Deutscher Maschinen und Anlagenbau e.V (VDMA)) является одним из крупнейших промышленных объединений Европы, которое включает в себя около 3200 участников. Штаб-квартира организации располагается во Франкфурте-на-Майне. Объединение представляет интересы предприятий среднего бизнеса, ориентированных на выпуск инвестиционных товаров, в политических и общественных учреждениях, а также интересы в сфере экономики, науки, в государственных органах и СМИ.
В Германии машиностроение представлено более чем 1 миллионом работников (нем.) и является крупнейшим промышленным работодателем с общим оборотом около 218 млрд евро (2015 г.). Стоимость продукции германского машиностроения оценивается примерно в 201 млрд евро (2015 г.), при этом отрасль машиностроения в Германии ориентирована в основном на экспорт продукции (доля экспорта составляет 77,4 %; 2015 г.) (нем.).
Кроме этого VDMA представляет собой платформу, в рамках которой его участники имеют возможность, используя многочисленные связи, обмениваться информацией о технических проблемах, междисциплинарных вопросах, а также затрагивать любые иные темы.
Основанное в 1892 году, объединение празднует в 2017 году своё 125-летие.

## Направления деятельности
VDMA фокусирует свою деятельность на восьми основных аспектах:
Рынки и конъюнктура — Для такой экспортно-ориентированной отрасли промышленности как машиностроение основное значение имеет знание зарубежных рынков, а также максимальное соблюдение рамочных условий этих рынков. VDMA предоставляет своим компаниям — членам в качестве основы для принятия предпринимательских решений характерную для данной конкретной страны экономическую информацию.
Исследования и производство — Характерными особенностями немецкого машиностроения являются ярко выраженная инновационность и высочайшее качество продукции. VDMA предлагает своим участникам воспользоваться обширными связями для обсуждения новых трендов и технологий в производстве, а также для разработки новой продукции в рамках совместных промышленных исследований. Ярким примером может послужить Индустрия 4.0 — четвёртая промышленная революция.
Энергетика и окружающая среда — VDMA решительно стремится к осуществлению целей защиты климата и эффективного энергопотребления, а также выступает за амбициозное внедрение Директивы ЕС по энергоэффективности в Германии. Являясь поставщиком и потребителем энергоэффективных технологий, германские предприятия машиностроения вносят значительный вклад в реализацию данных целей. Кроме этого, VDMA выносит такие темы, как техника, исследования и политика в сфере энергетики на обсуждение в различных форматах, например, в рамках Энергетического форумаVDMA. На этом Форуме VDMA объединяет свою деятельность в сфере энергетической политики и ноу-хау отрасли под эгидой энергетической проблематики. В качестве рупора индустрии инвестиционных товаров Энергетический форум также представляет интересы машиностроителей в политической и общественной сферах.
Общественная и экономическая политика — Машиностроение Германии является крупнейшим промышленным работодателем, предоставляя более 1 миллиона рабочих мест. Таким образом, к важнейшим темам анализа, комментирования и обсуждения в рамках деятельности VDMA являются темы общественной и экономической политики. Союз ежегодно публикует свою консолидированную позицию по следующим экономическим и политическим вопросам: рынок труда и тарифная политика, внешнеэкономическая политика, энергетическая политика, гарантии занятости, политика в сфере энергетики, европейская политика, политика в сфере исследований, социальное страхование, налоговая политика, политика в сфере технологий, политика в области защиты окружающей среды, конкурентоспособное в будущем государство.
Профессия и образование — Германские машиностроители ценятся по всему миру за их профессионализм, технические знания и умение претворять их в создание высококачественной и инновационной продукции. Важнейшими условиями для этого являются высокий уровень образования сотрудников. Поэтому VDMA уделяет большое внимание образованию, обучению и профессиональной квалификации. Центральную роль в этих вопросах играет Отдел образования VDMA.
Предприятие и менеджмент — Предпринимательская деятельность предполагает учёт широкого спектра сфер деятельности — таких как стратегическое планирование, оперативное управление, развитие персонала, социальная ответственность бизнеса и многое другое. На этом фоне Отдел экономики VDMA выступает в роли подразделения, ответственного за все вопросы, касающиеся экономики предприятия, и предоставляет на условиях конфиденциальности консультантов в распоряжение компаний — членов VDMA.
Право и налоги — Важными темами для предприятий машиностроения являются право и налоги. Эти вопросы являются решающими для выбора Германии как привлекательной страны для функционирования бизнеса. В рамках VDMA тему права и налогов курирует Юридический отдел, специализирующийся на индустрии инвестиционных товаров. Участники Союза пользуются преимуществами получения быстрой индивидуальной консультации.
Нормирование и техническая политика — Нормирование и техническая политика облегчают техническое и экономическое сотрудничество на местном, европейском и международном уровнях. В рамках этого направления деятельности VDMA в лице своего Комитета по нормированию в машиностроении (NAM) поддерживает конкурентоспособность машиностроения.

## Кампании и инициативы
Кампании и инициативы расставляют акценты в деятельности VDMA. Они фокусируют внимание на темах, которые имеют особое значение с точки зрения Союза.
Труд 4.0: делать всё по-новому — Инициатива VDMA Индустрия 4.0 призвана не только повысить эффективность хозяйственных и производственных процессов, но и положительно влияет на сферу труда. Важную роль при этом играют машиностроители, разрабатывающие и применяющие технологии Индустрии 4.0.
Трансатлантическое торговое и инвестиционное партнёрство (TTIP): машиностроение объединяет рынки - США являются вторым по важности экспортным рынком и важнейшим
объектом приложения инвестиций для германских машиностроителей. Трансатлантическое торговое и инвестиционное партнёрство, по мнению машиностроителей, будет способствовать упрощению получения доступа для малых и средних предприятий на рынок США и реализации там их продукции. Ввиду этого VDMA с самого начала выступает за TTIP.
Инициатива Blue Competence — платформа для устойчивого развития — Машиностроение демонстрирует, каким образом постоянное устойчивое развитие может одновременно повысить уровень рентабельности. Этот принцип также действует и в других отраслях и регионах мира. Инициатива призвана убедить в том, что устойчивое развитие предпринимательства также и в машиностроении в равной мере выгодно как для производителей, так и для потребителей.
Talentmaschine — портал для молодёжи в сфере машиностроения — Онлайн-портал помогает VDMA поддерживать учеников и студентов, проявляющих интерес к технике, которые находятся в поиске учебного заведения или компании для прохождения практики либо обучения. Портал предлагает им обширную информацию о предложениях вакантных рабочих мест на предприятиях машиностроительной отрасли по всей стране. Также в распоряжение компаний — членов VDMA предоставляется практическая система, которая позволяет им осуществлять подбор молодых кадров.
Maschinenhaus — инициатива VDMA для студентов — Повышение эффективности обучения по направлениям машиностроения и электротехники во всех высших учебных заведениях Германии — важнейшая задача VDMA. Необходимо препятствовать высокому уровню отсева учащихся и способствовать появлению большего числа инженеров на рынке труда.
Мы кое что делаем: социальная ответственность бизнеса имеет большое значение для машиностроения — Многие машиностроительные предприятия Германии не только работают над созданием продукции и процессов будущего, но и с полной отдачей и ответственностью вносят вклад в развитие общества. При этом вклад каждой компании может быть разнообразным в зависимости от особенностей самого предприятия.

## Организация
VDMA имеет юридическую форму некоммерческой организации с головным офисом во Франкфурте-на-Майне, под чьей крышей осуществляют свою деятельность 6 земельных союзов, 7 зарубежных представительств, а также 37 отраслевых союзов. VDMA был основан в 1892 году и в 2017 году празднует свой 125-летний юбилей.
Стратегическое планирование и оперативное управление VDMA осуществляет Правление. Во главе Союза стоит Президиум, состоящий из трёх представителей компаний, назначаемых на выборной основе. Выборы Президента проходят один раз в три года. Консультативными органами при Президиуме являются Узкий президиум и Главный президиум, имеющие в своём составе представителей машиностроения.
 (нем.)
Правление VDMA:
- Тило Бродтманн, Председатель правления VDMA
- Хартмут Рауэн, заместитель Председателя правления VDMA
- доктор Берндт Шерер, член Правления VDMA
- доктор Ральф Вихерс, член Правления VDMA

Президиум VDMA:
- Карл Хойсген, Президент, компания HAWE Hydraulik SE, Ашхайм/Мюнхен
- Хенрик Шунк, Вице-президент VDMA, компания Schunk GmbH & Co. KG, г. Лауффен
- Бэртрам Кавлат, Вице-президент VDMA, группа компании Schubert & Salzer, Ингольштадт

## История
Союз машиностроителей Германии (VDMA) был основан в Кёльне в 1892 году с целью представления экономических интересов всех германских машиностроителей. Союз вырос из учреждённого двумя годами ранее регионального объединения машиностроительных предприятий земли Северный Рейн-Вестфалия, которое имела своей целью улучшение условий поставки и лучших цен на горнодобывающее и металлургическое оборудование. Первая штаб-квартира объединения находилась в Дюссельдорфе. В последующие годы вVDMA влились многочисленные отраслевые промышленные союзы, среди них 1916 году Объединение германских станкостроительных заводов. В 1918 году штаб-квартира VDMA была перенесена в Берлин. (нем.)

Через год после прихода к власти национал-социалистов новое правительство в 1934 г. приняло «Закон об органичном устройстве германской экономики» (Закон о реконструкции). Этот закон объединял все экономическое объединения в одну структуру с центральным управлением, подчинённую Министру экономики Рейха. VDMA вступило во вновь учреждённую «Экономическую группу по машиностроению», участниками которой должны были стать всё ещё не состоявшие в каких-либо объединениях предприятия. Этой группой управлял Карл Ланге, Председатель правления VDMA.
После войны в 1945 г. было сначала основано Экономическое объединение по машиностроению (WVMA). Через год после этого были основаны Объединение баварских машиностроительных предприятий (VBMA), Экономическое объединение машиностроительных предприятий Гросс-Гессена (WVMH) и Экономическое объединение машиностроителей в Берлине. В 1947 году, с появлением Партнёрства объединений германских машиностроителей (AVDMA), было создано первое межрегиональное объединение. В 1949 году было возрождено Отраслевое объединение германских машиностроителей в Кёнигштайне (Таунус).
Уже вскоре после этого VDMA в 1950 году открыл своё представительство в столице г. Бонне. На следующий год было учреждено Общество поддержки машиностроителей мбХ (GzF), а также Издательство машиностроителей ГмбХ (позднее Издательство VDMA). В 1954 году VDMA участвовал в учреждении группы Europe Liaison Group of the European Mechanical, Electrical, Electronic and Metalworking Industries (Origlame) в Брюсселе.
В 1966 году центральный аппарат VDMA переехал во Франкфурт-на-Майне, в район Нидеррад. В последующие годы Союз учредил ряд дочерних организаций: в 1968 году Forschungskuratorium Maschinenbau e.V. (FKM), в 1972 году Dokumentation Maschinenbau e.V. (DOMA) и Германский институт машиностроения (DMI) — сегодня Maschinenbau-Institut GmbH (MBI), в 1979 году — Fachinformationszentrums Technik.
В последующие годы были налажены политические контакты как внутри страны, так и на международном уровне. В 1972 году VDMA открывает представительство в Брюсселе, в 1984 году — в Токио. В 1980 году организация меняет своё название с Объединения германских машиностроительных предприятий на Союз машиностроителей Германии. Сокращение на немецком языке — VDMA — остаётся прежним. В 1992 году VDMA основал фонд Impuls-Stiftung, в 1998 году была основана организация по поддержке развития и инноваций VDMA Gesellschaft zur Förderung und Innovation GmbH (VFI). Также в 1998 году было открыто новое столичное представительство VDMA в Берлине.

## Президенты
Объединение германских машиностроительных предприятий
- 1892—1893 — д-р инж. наук, почётный доктор Хуго Якоби, компания GHH, г. Штеркраде
- 1893—1910 — Хайнрих Люг, компания Haniel & Lueg, г. Дюссельдорф
- 1910—1915 — д-р инж. наук, почётный доктор Эрнст Кляйн, компания Maschinenbau AG, ранее Gebr. Klein, г. Дальбрух
- 1915—1920 — д-р инж. наук, д-р общ.-полит. наук, почётный доктор Курт Зорге, компания Krupp Gruson, г. Магдебург
- 1920—1923 — д-р инж. наук, почётный доктор Эрнст фон Борзиг, компания A. Borsig, г. Берлин
- 1923—1934 — д-р инж. наук, почётный доктор Вольфганг, компания Demag, г. Дуйсбург

Экономическая группа по машиностроению
- 1934—1945 — Отто Зак, компания Rud. Sack, г. Лейпциг

Экономическое объединение машиностроителей Дюссельдорфа
- 1946—1949 — Герхард Вольф, компания Alexanderwerk, г. Ремшайд

Экономическое объединение машиностроителей в Гессене
- 1946—1949 — д-р инж. наук Альфред Месснер, компания Diskus-Werke, г. Франкфурт-на-Майне

Объединение машиностроительных предприятий Вюртемберг-Баден
- 1946—1949 — Эмиль Мерлин, компания E. Möhrlin, г. Штутгарт

Объединение баварских машиностроительных предприятий
- 1946—1949 — д-р Эверхард Бунгартц, компания Bungartz, г. Мюнхен

Объединение германских машиностроительных предприятий
- 1949—1959 — д-р инж. наук, почётный доктор Густав Мелленберг, компания Westfalia Dinnendahl Gröppel, г. Бохум
- 1959—1962 — Макс Кнорр, компания Fortuna-Werke, г. Штутгарт
- 1962—1965 — Бернхард Вайсс, компания Siemag, г. Зиген
- 1965—1968 — д-р Вальтер Райнерс, компания Schlafhorst, г. Мёнхенгладбах
- 1968—1971 — д-р, почётный доктор Хайнц цур Ниден, компания Ankerwerke, г. Бильфельд
- 1971—1974 — проф., д-р, почётный доктор Хуго Рупф, компания Voith, г. Хайденхайм
- 1075—1977 — д-р, почётный доктор Курт Вернер, компания Goebel, г. Дармштадт

Союз машиностроителей Германии
- 1978—1981 — д-р инж. наук, почётный доктор Бернхард Капп, компания Kapp, г. Кобург
- 1981—1983 — д-р, почётный доктор Тилль Некер, компания Hako, г. Бад Ольдеслое
- 1984—1986 — проф., д-р инж. наук, почётный доктор Отто Шиле, компания KSB, г. Франкенталь
- 1987—1989 — д-р Франк Петцольд, компания Schlafhorst, г. Мёнхенгладбах
- 1990—1992 — д-р инж. наук, почётный доктор Бертольд Ляйбингер, компания Trumpf, г. Дитцинген
- 1993—1995 — Ян Кляйневеферс, компания Kleinewefers, г. Крефельд
- 1995—1998 — д-р Михаэль Роговский, компания Voith, г. Хайденхайм
- 1998—2001 — д-р инж. наук, почётный доктор Эберхард Ройтер, компания Körber, г. Гамбург
- 2001—2004 — Дитер Клингельнберг, компания Klingelnberg, г. Хюкесваген
- 2004—2007 — д-р Дитер Бруклахер, компания Leitz, г. Оберкохен
- 2007—2010 — д-р инж. наук, почётный доктор Манфред Виттенштайн, компания Wittenstein A, г. Игерсхайм
- 2010—2013 — д-рТомас Линднер, компания Groz-Beckert KG, г. Альбштадт
- 2013—2016 — д-р Райнхольд Фестге, компания Haver & Boecker OHG, г. Ольде
- 2016—2020 Карл Мартин Велькер, Alfred H. Schütte GmbH & Co. KG, г. Кёльн
- c 2020 г. Карл Хойсген, HAWE Hydraulik SE, Ашхайм/Мюнхен